# Přerubenice
Přerubenice (Duits: Schlag of Schlag in Böhmen) is een Tsjechische gemeente in de regio Midden-Bohemen en maakt deel uit van het district Rakovník. Het dorp ligt op 15 km afstand van de stad Rakovník, op 16 km afstand van Louny en op 18 km afstand van Slaný.
Přerubenice telt 79 inwoners.

## Geografie
De gemeente bestaat uit de volgende plaatsen:
- Přerubenice;
- Dučice.

## Etymologie
De naam is afgeleid van het werkwoord roubit, dat houtsnijden en houten gebouwen bouwen betekent. Omdat de naam al in de 14e eeuw met een verkorte u werd uitgesproken, was hij niet onderworpen aan de latere taalontwikkeling van ú naar ou.

## Geschiedenis
De eerste schriftelijke vermelding van het dorp dateert van 1318, toen een edelman een fort liet bouwen.
Sinds 2003 is Přerubenice een zelfstandige gemeente binnen het Rakovníkdistrict.

## Verkeer en vervoer

### Autowegen
Het dorp wordt ontsloten door een regionale weg.

### Spoorlijnen
Er is geen station in (de buurt van) het dorp.

### Buslijnen
- Lijn 583 (Milý, Bor - Mšec - Nové Strašecí) - 2 keer per dag;
- Lijn 628 (Řevničov - Mšec - Kladno) - 8 keer per dag.

## Galerij

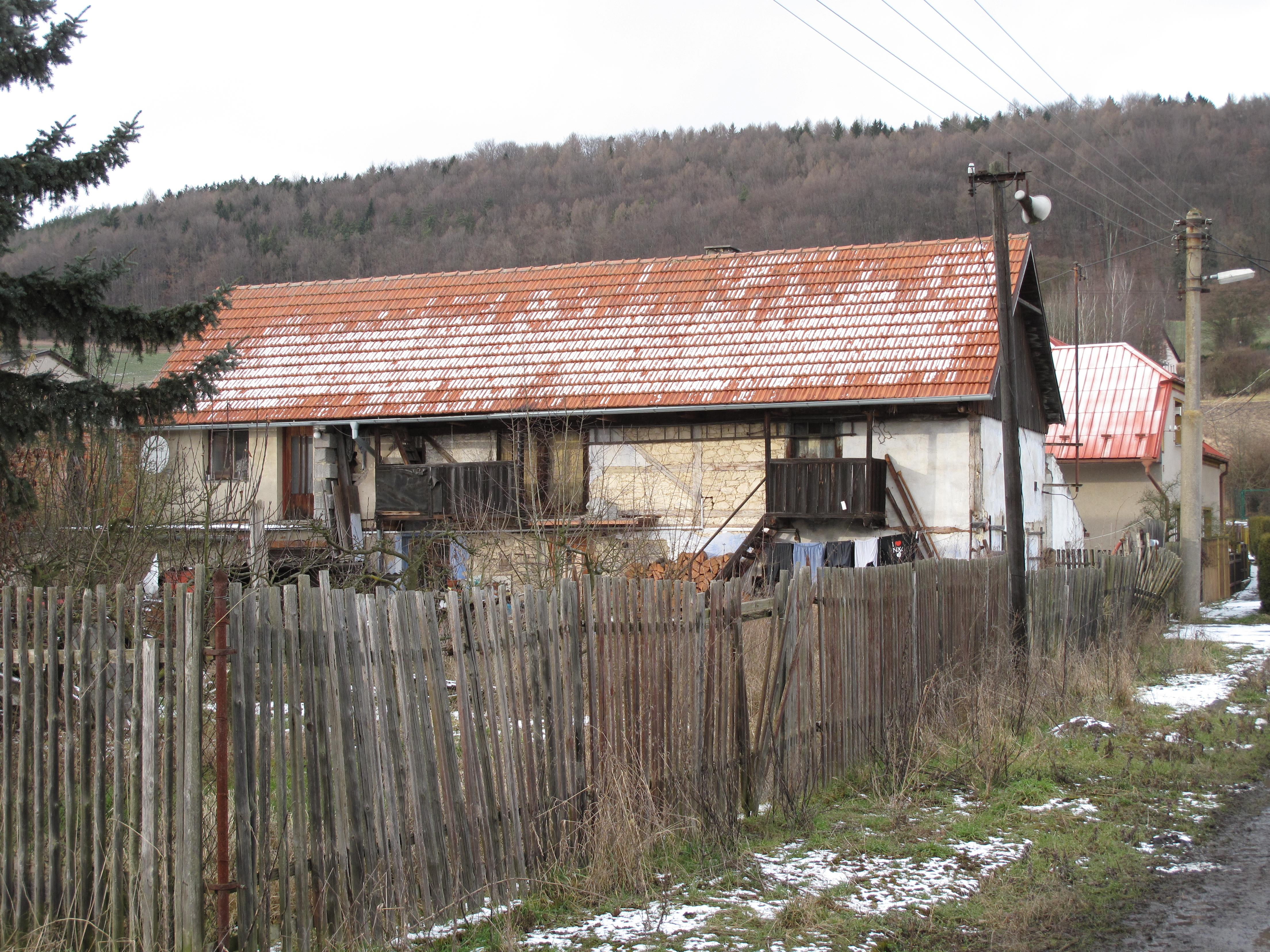
Oud huis in Přerubenice
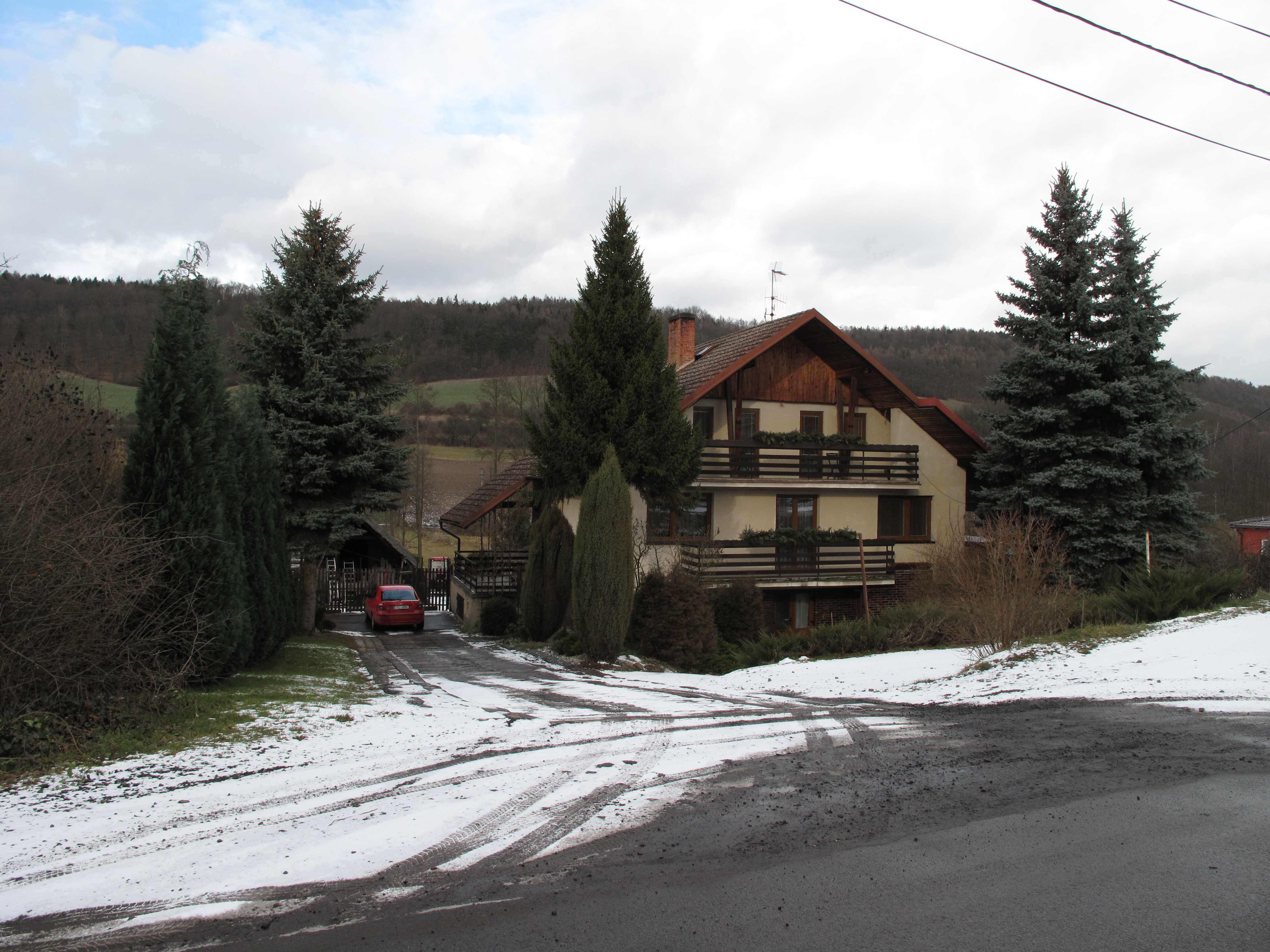
Huis/Chalet in Přerubenice
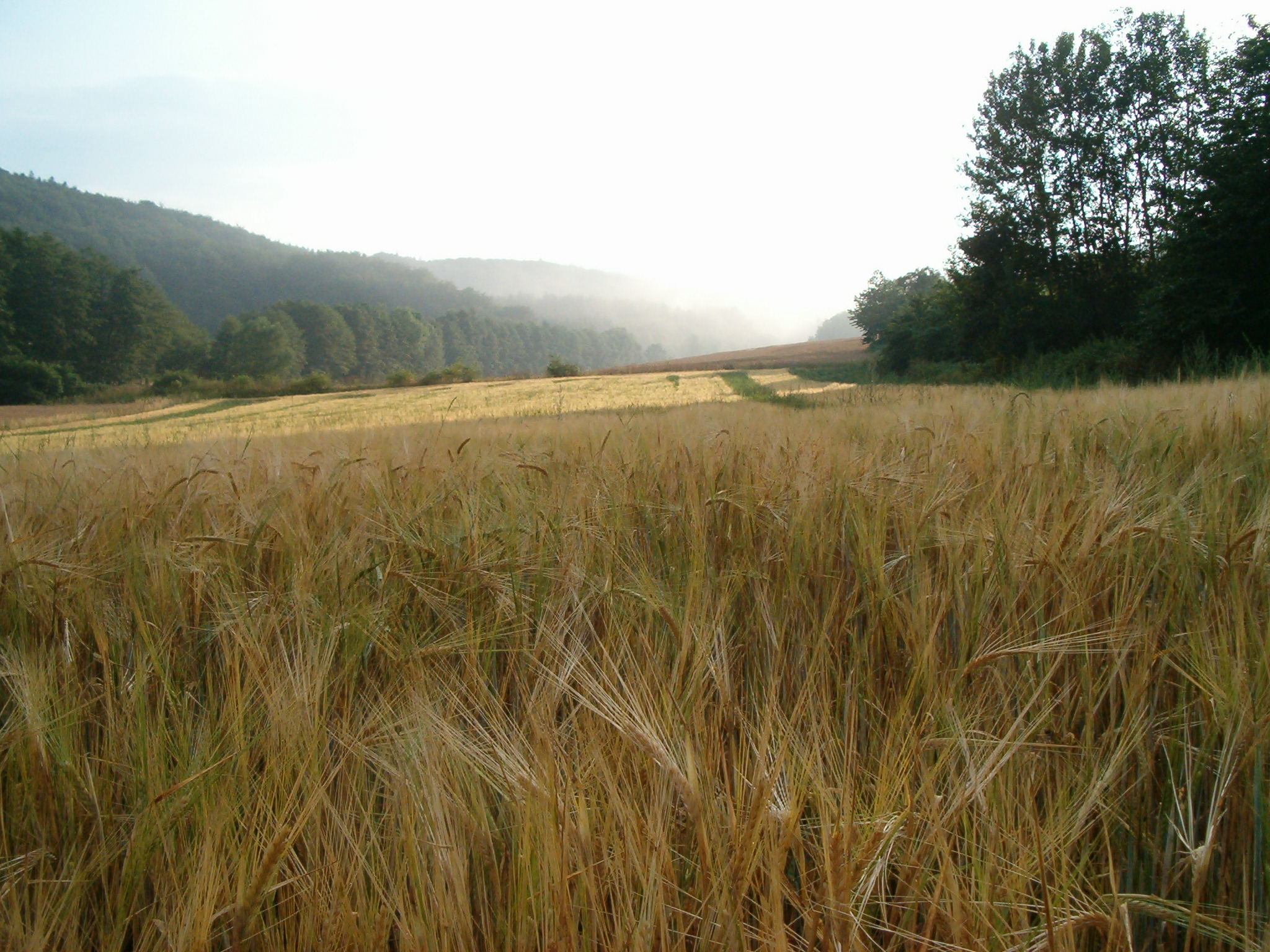
Zomerse nevel in het bos bij Přerubenice
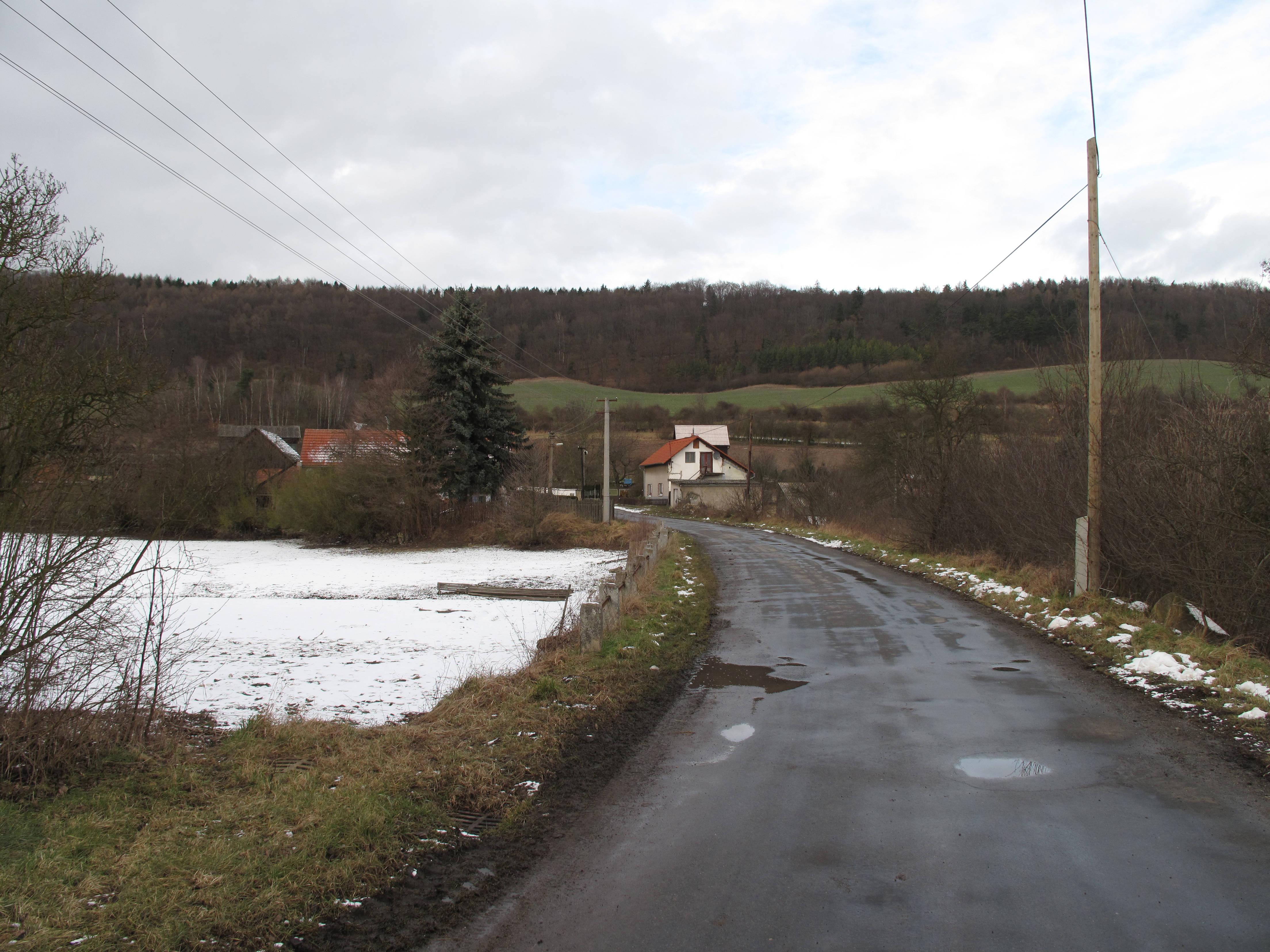
Weg in Přerubenice
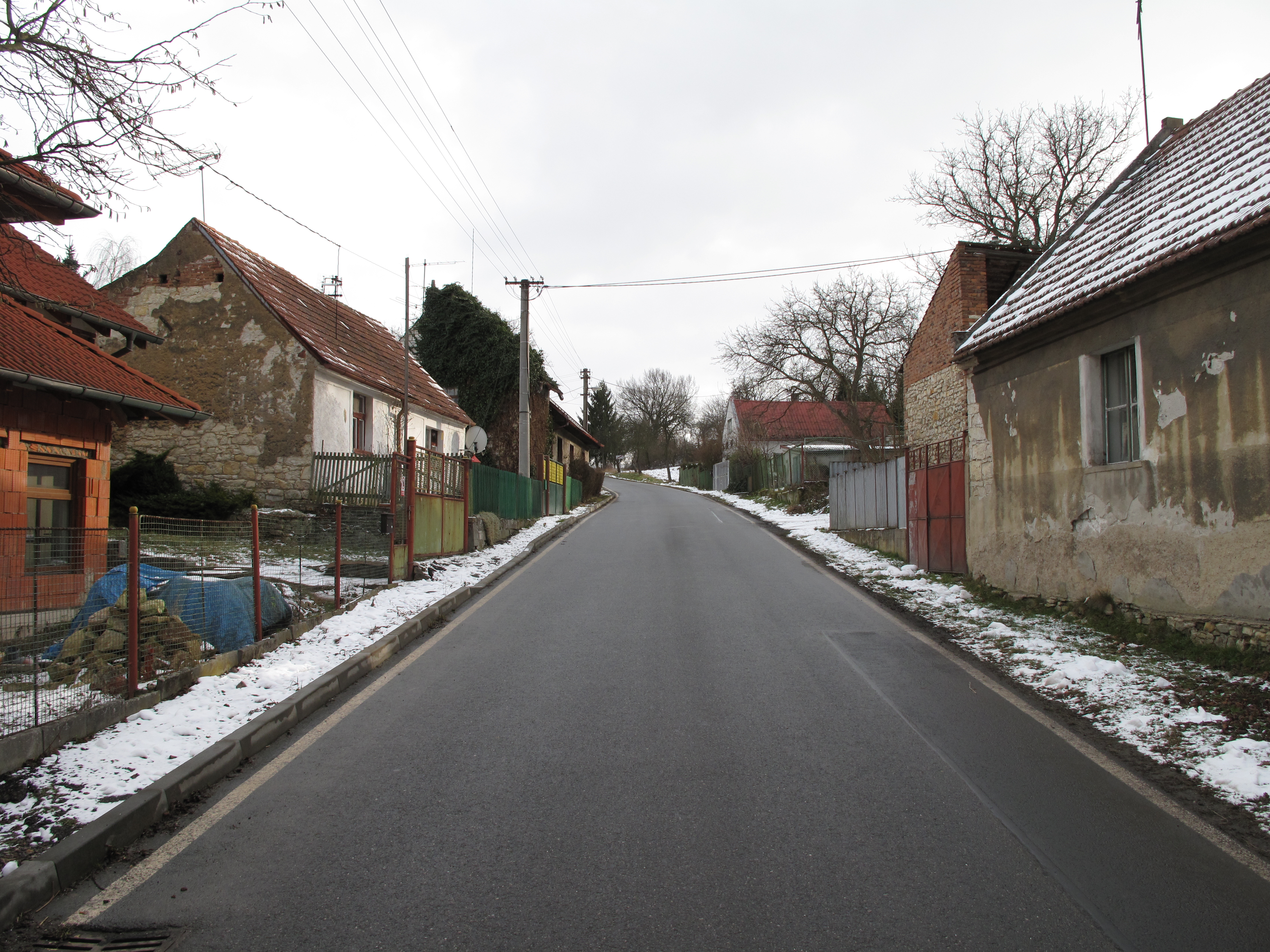
Straat in Přerubenice
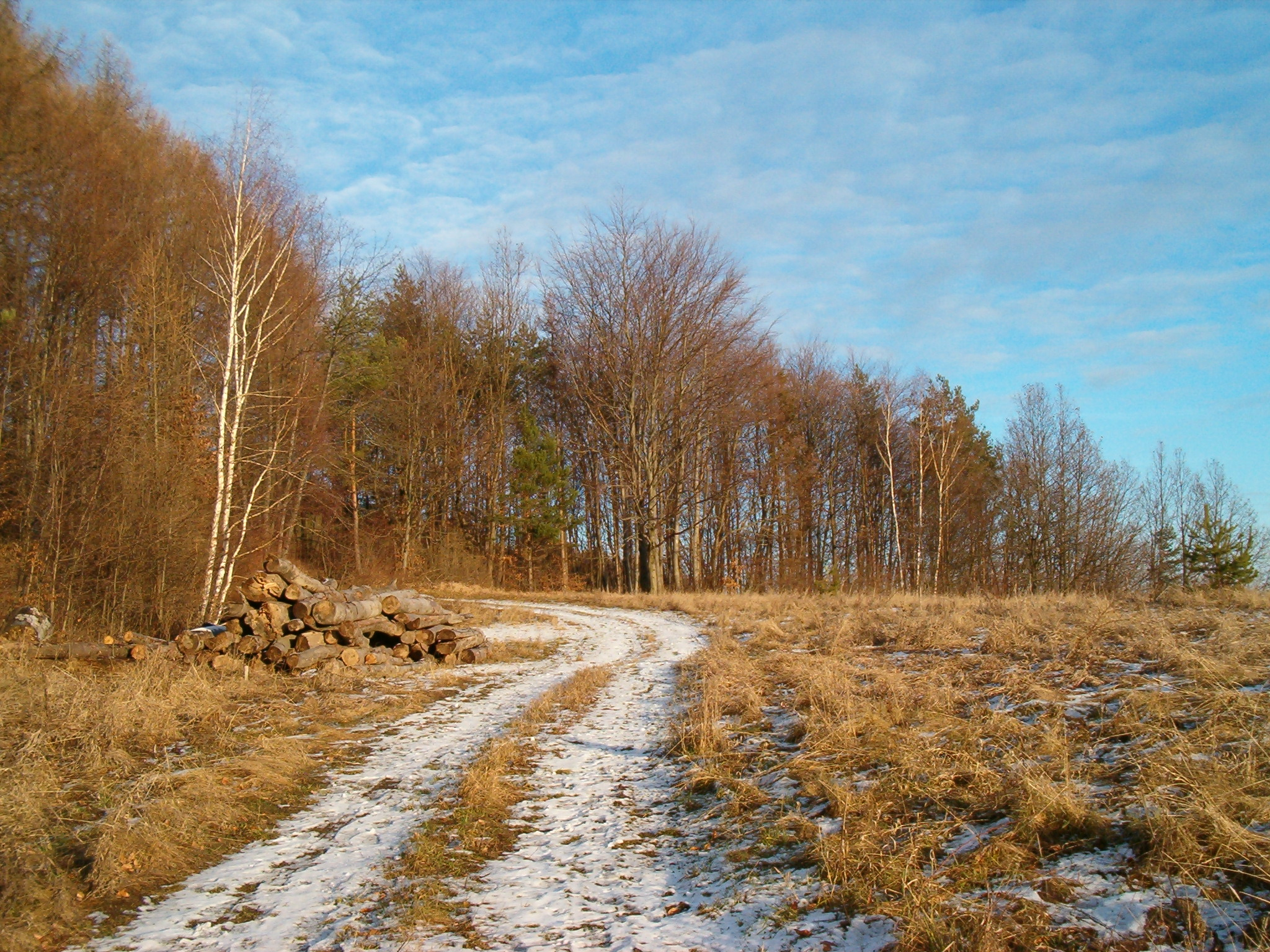
Bospad bij Přerubenice